# Claoxylon longiracemosum
Claoxylon longiracemosum är en törelväxtart som beskrevs av Takahide Hosokawa. Claoxylon longiracemosum ingår i släktet Claoxylon och familjen törelväxter. Inga underarter finns listade i Catalogue of Life.